# Собор Святого Румбольда
Собор Святого Румбольда (нід. Sint-Romboutskathedraal, фр. Cathédrale Saint-Rombaut) — римо-католицький столичний архієпископський собор у Мехелені, Бельгія, присвячений святому Румбольду, християнському місіонеру та мученику, який заснував абатство неподалік. За чутками, його останки поховані всередині собору. Сучасне дослідження мощей, які вшановуються як святий Румбольд і зберігаються в святині в ретро-хорі, показало тривалість життя близько 40 років і дату смерті між 580 і 655 роками, тоді як традиція стверджувала 775 рік нашої ери.
У 1999 році вежа собору внесена до Списку Світової спадщини ЮНЕСКО як частина дзвіниць Бельгії та Франції на знак визнання її архітектури та важливості в громадських обов'язках, таких як сторожова вежа.

## Історія

### Будівництво

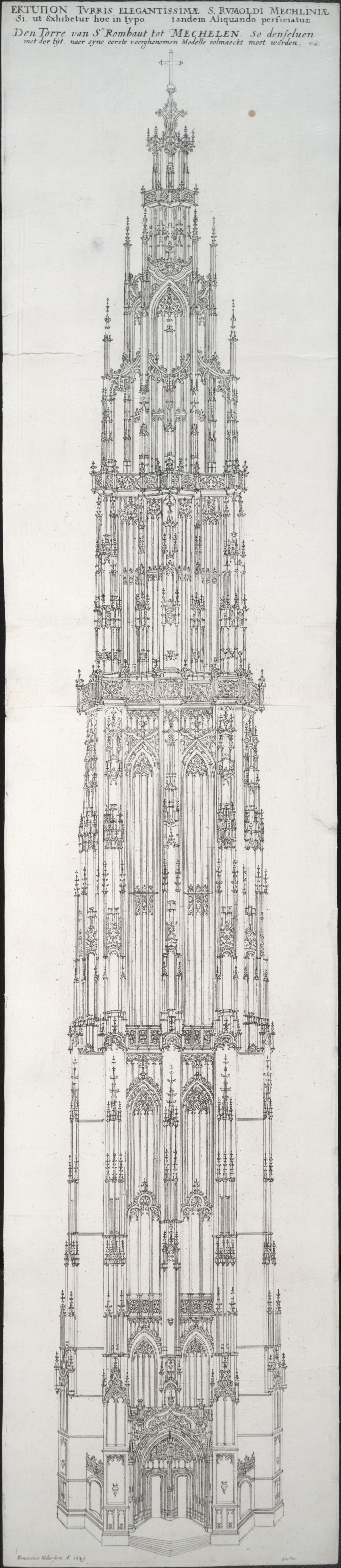
167-метровий готовий проект вежі, вигравійований у 1649 р. Венцеславом Холларом із заголовком: TVRRIS ELEGANTISSIMÆ S. RVMOLDI MECHLINIÆ

Будівництво самої церкви почалося невдовзі після 1200 року, і її освятили у 1312 році, коли частина стала придатною для використання. Починаючи з 1324 року контрфорси та переглянута структура хору набули характеристик брабантської готики, відмінної від французької готики. Після міської пожежі 1342 року майстер-муляр Жан д'Уазі керував ремонтом і продовжив цей другий етап, який до моменту його смерті в 1375 році став прототипом стилю високої готики. Його наступники закінчили склепіння нави до 1437 р., а хори — до 1451 р.
Під час останнього етапу 1452—1520 рр. вежа була зведена коштом паломників, а пізніше її власника, міста. Розроблена так, щоб досягати 600 мехелінівських футів або приблизно 167 метрів, що вище, ніж будь-яка церковна вежа (Ульмський собор мав 161 метр із 19 століття), дуже важка вежа Св. Румбольда побудована на тому, що колись було водно-болотним угіддям, хоча з глибиною фундаменту лише три метри, здається, його місце добре вибрано. Через кілька років, у 1454 році, його головний архітектор Андріс I Келдерманс побудував вежу-монстра Святого Лівіна (або St.-Lievensmonstertoren, як її називають голландською) у Зірікзее (сучасні Нідерланди), де нахил або провисання вежі (зараз 62 метри, але розрахована приблизно на 130) могла зруйнувати церкву. Це занепокоєння призвело до створення повністю окремих будівель, рішення також застосоване в Мехелені. В обох місцях на початку 16 століття верхня частина вежі була залишена не з технічних, а з фінансових причин. Сен-Румбольд повинен був увінчатися 77-метровим шпилем, але побудували тільки сім метрів, звідси незвичайна форма. Навмисно слабке з'єднання закрило щілину між вежею та церквою після завершення будівництва.

### Пізніша історія
Із 1559 року церква функціонує як собор. У 18 столітті навколишній орнамент кожної капітелі з ліпленого капустяного листя, який надихав численні брабантські готичні церкви, замінили подвійним кільцем культур. У 2005 році, після того як інженери визначили опорну здатність землі та вежі, почалися розмови про завершення всього шпиля за оригінальними кресленнями. У 2010 році, до будівництва підземної автостоянки на північному боці Сент-Румбольда, під час археологічних розкопок на кладовищі знайшли 4165 скелетів.

## Вежа

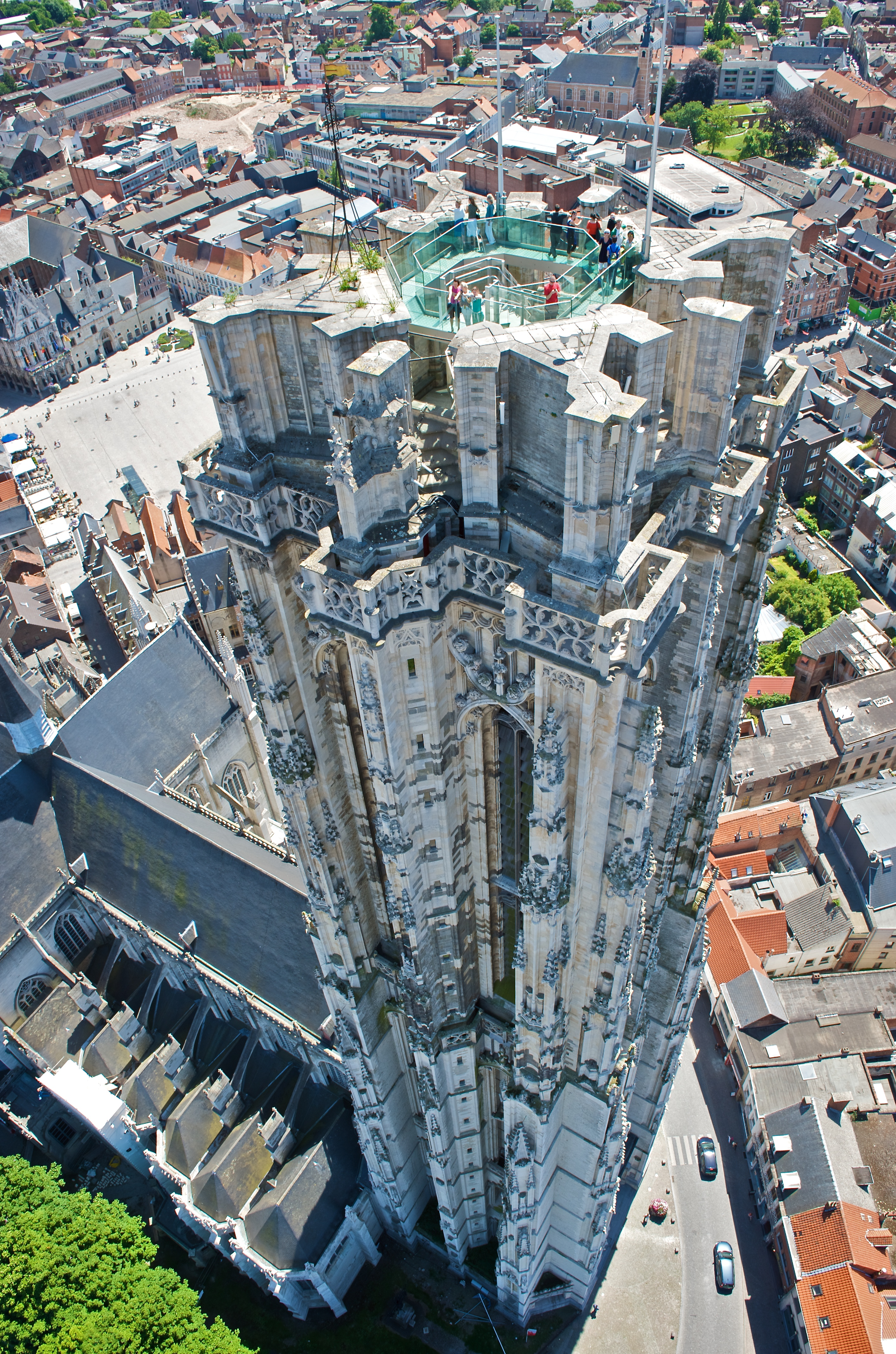
Починаючи з 2009 р., зі Skywalk можна безперешкодно бачити далекий горизонт (аж до Антверпена та Брюсселя).

Плосковерхий силует вежі собору легко впізнається і домінує над околицями. Століттями в ній зберігалися міські документи, слугувала сторожовою вежею і могла подавати сигнали пожежної тривоги. Незважаючи на свою характерну незавершеність, ця пам'ятка Світової спадщини заввишки 97,28 метра, а його 514 сходинками щороку піднімаються тисячами туристів, йдучи стопами Людовика XV, Наполеона, короля Альберта I та короля Бодуена з королевою Фабіолою в 1981 році.
Багато міст регіону мають прізвисько за своїм населенням. Кажуть, що предки мехелініан бігали до їхньої великої Вежі та подавали відра з водою, щоб загасити полум'я за перпендикулярними вікнами, де крізь яскраві хмари виявлялося просто місячне світло, тому їх називають Maneblussers («Місячні вогнегасники»).

## Дзвони
У вежі є 49 дзвонів і лише найбільші дзвони гойдалки, які досі діють. Вага дзвонів коливається від 16 кг до найпомітнішого дзвону; бурдон Salvator, який б'є години і важить 8 тонн. До 1923 року в соборі було 18 дзвонарів до електрики. На тридцять дев'ять сходинок над цим інструментом розташований другий повний карильйон, на якому в літні місяці грають концерти.

## Інтер'єр

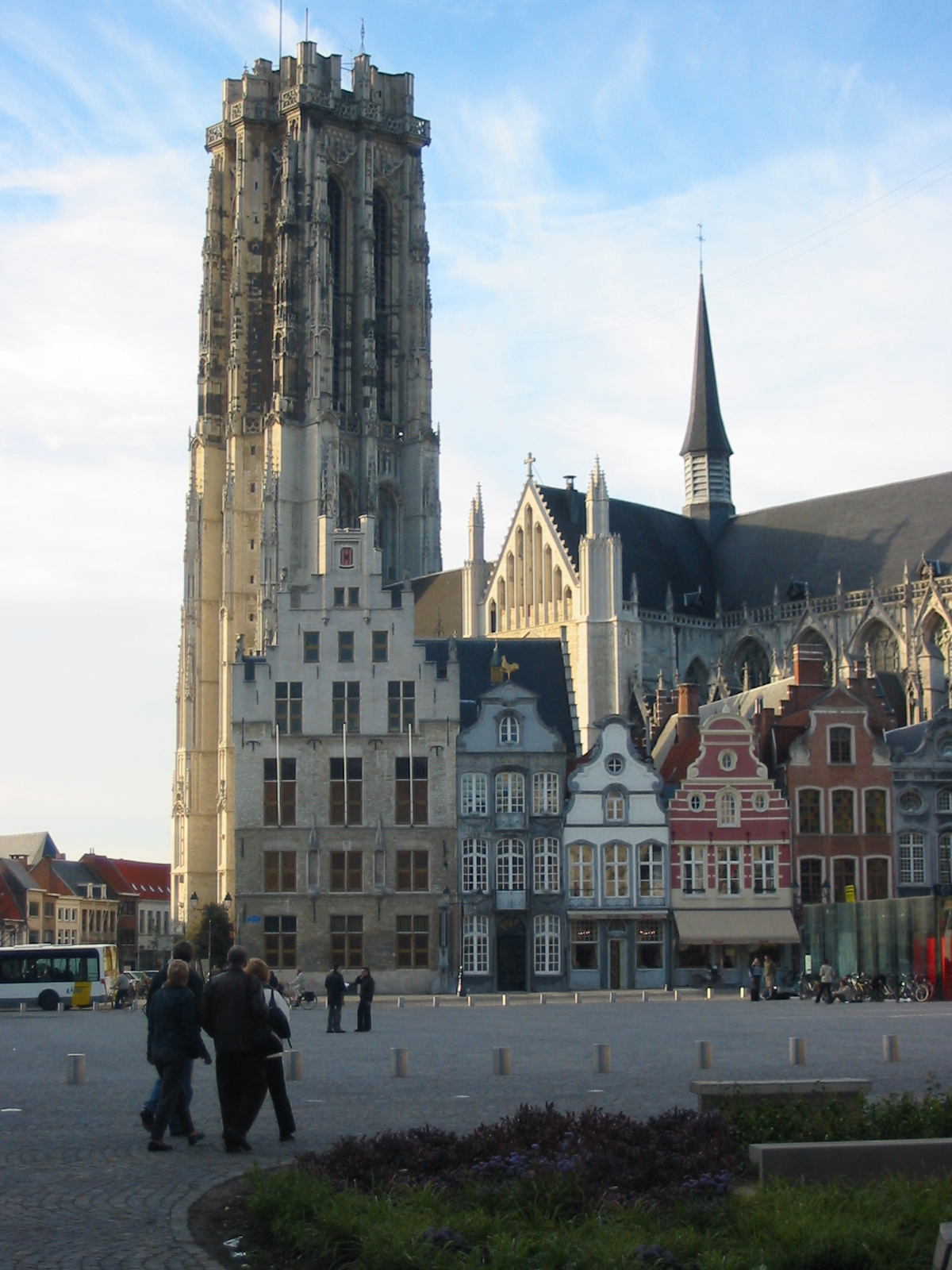
Собор Святого Румбольда височіє над площею Гроте Маркт

Головний вхід під вежею веде в наву собору (довжина приблизно 118 метрів).
Крім невеликих геральдичних щитів, що датуються зібраннями Тридцяти Лицарів Золотого Руна, які головував у церкві молодий Філіп Вродливий, коли його бургундська спадщина все ще перебувала під опікою батька, збереглося кілька оригінальних рухомих речей. Сорок дорого оздоблених готичних вівтарів та всі інші меблі зникли під час релігійних негараздів 1566—1585 років. Хоча собор був збережений під час іконоборства 1566 року, Мехелен був звільнений під час триденної іспанської люті 1572 року, перебивши війська під командуванням сина Альви Фадріке, і зазнав англійської люті розграбування нестримними найманцями на службі Генеральних штатів у 1580 році.

Інтер'єр містить бароковий головний вівтар і хор роботи Лукаса Файдербе (з двадцятьма п'ятьма картинами, що ілюструють життя святого Румбольда), а також картини Антоніса ван Дейка, скульптури Лукаса Файдербе та Міхіеля Верворта, а також вітражі, включно з одним, на якому зображена — хоча й з білим обличчям — картина Чорної Мадонни в церкві.

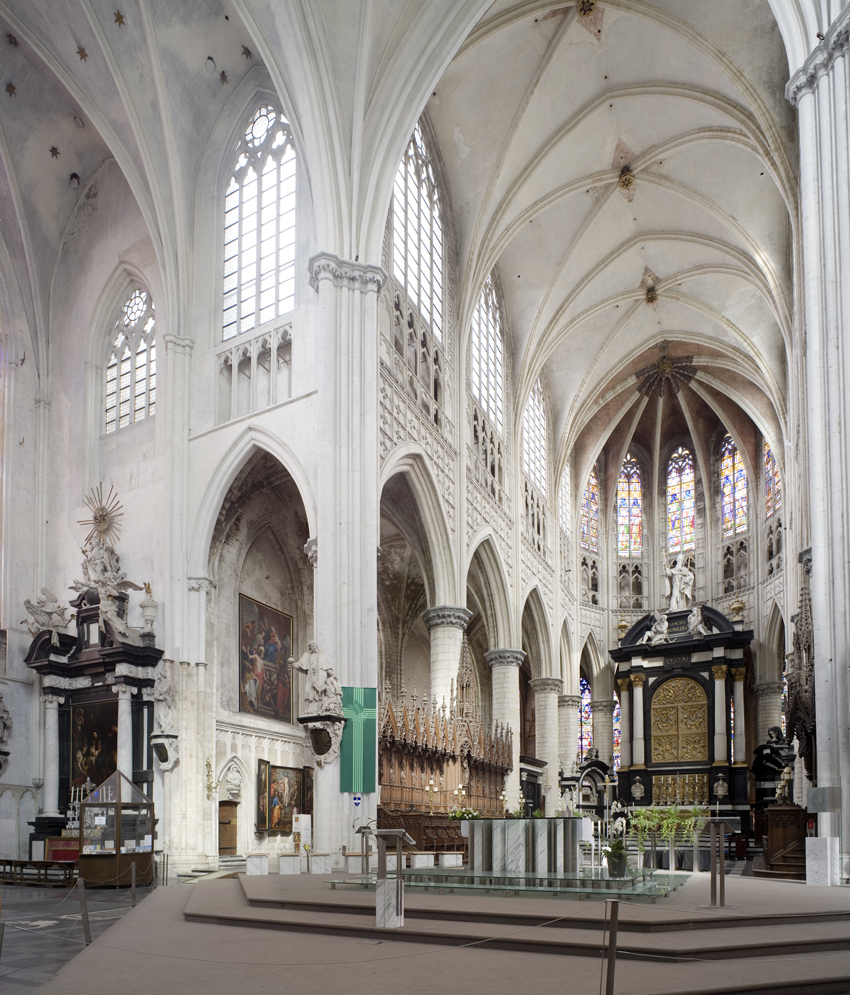
Інтер'єр нави
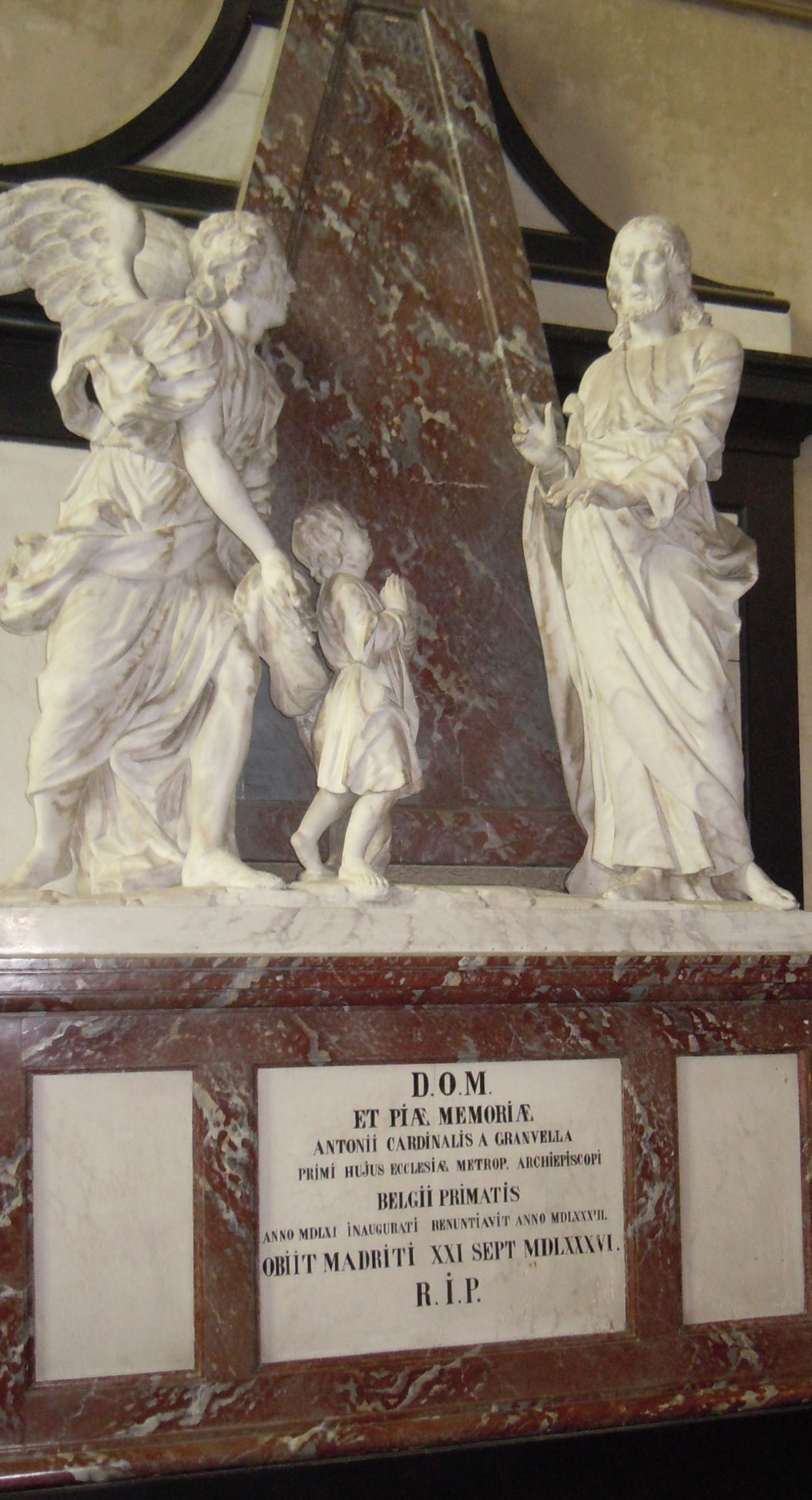
Могила кардинала де Гранвеля

## Органи

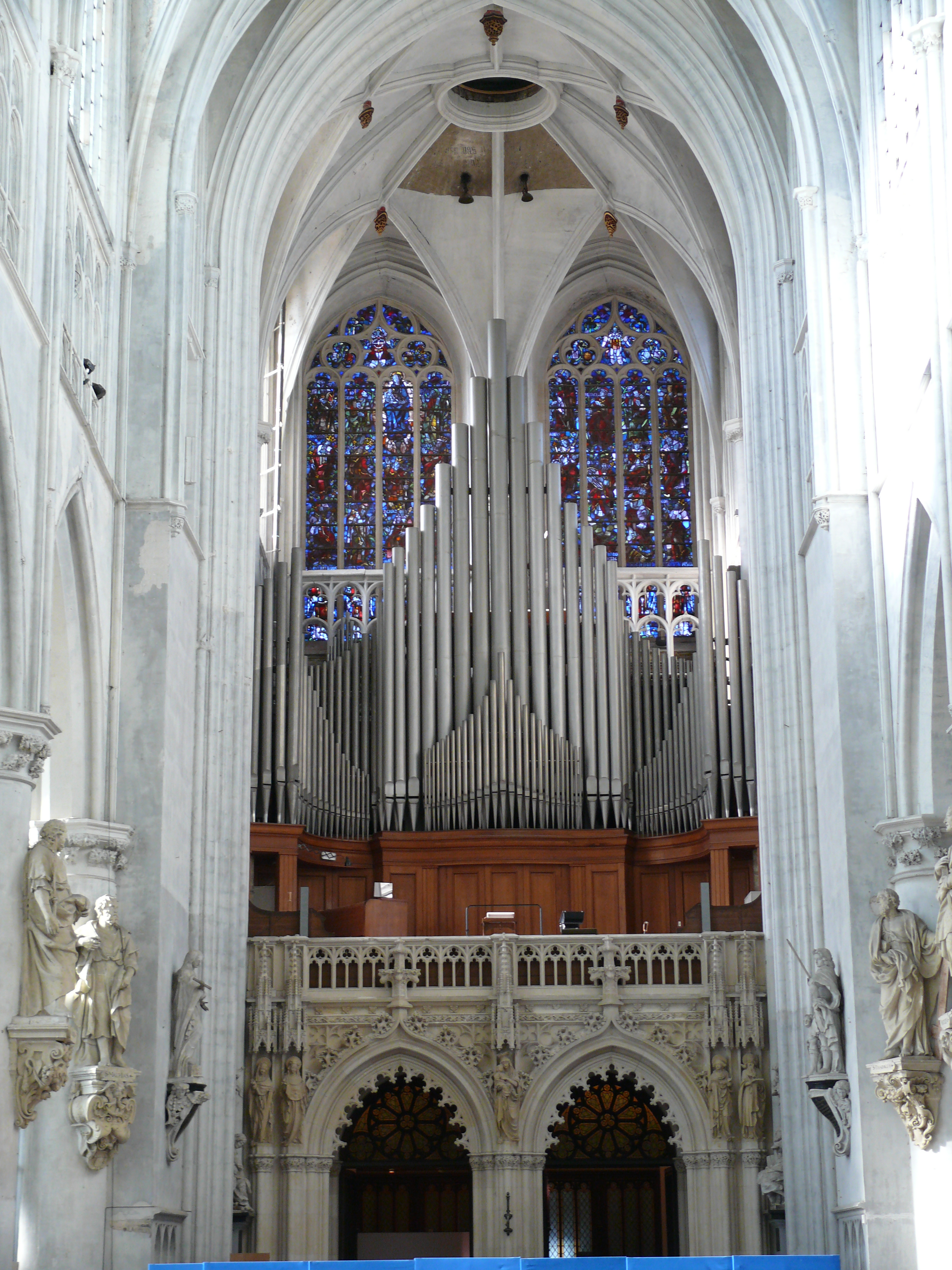
Органна галерея, побудована Стівенсом

У соборі є два органи. Головний орган на зворотному боці західного фасаду побудований у 1957 році органобудівником Стівенсом. Зі зворотного боку бічного фасаду є менший орган, установлений там у 1919 році тим же органобудівником Стівенсом. Цей інструмент має 30 регістрів на двох ручних клавіатурах і педалборді.

## Події в соборі
Сент-Румбольдс був місцем весілля 2008 року графа Родольфа де Лімбург Шірума з ерцгерцогинею Марією-Крістіною Австрійською, донькою принцеси Марі-Астрід Люксембурзької.

### Папський візит
У 1985 році, у свій 65-й день народження, Папа Римський Іван Павло ІІ відслужив месу в Сент-Румбольдсі. Джо Хаазен, тодішній карильйоніст міста, почув, як він сказав: «Ваша вежа не завершена».